# Чкаловец (спортивный комплекс)
«Чкаловец» — спортивно-оздоровительный комплекс, построенный Новосибирским авиационным заводом имени В. П. Чкалова в 1962 году. Расположен в Дзержинском районе Новосибирска. С 2000 года — в муниципальной собственности.

## Описание
На территории комплекса расположены футбольное поле (110 × 60 м) с покрытием из ригупола; двухэтажный корпус; три 400-метровых беговые дорожки (ригупол); трибуны (300 мест); восстановительный центр; спортзал «Атлет»; незавершённый комплекс спортивных сооружений (площадь — 16 782 м²); два двухэтажных спортивных зала; два здания по четыре этажа; зал каратэ, корт для игры в городки открытого и закрытого типа, пункт проката фигурных коньков (64 пары), музей спортивной славы и т. д.
Площадь плоскостных сооружений составляет свыше 20 000 м².
Спортивный комплекс — место для городских, районных и областных соревнований.

## Спортивные секции
При комплексе действуют секции по атлетической гимнастике, хоккею с шайбой, каратэ, мини-футболу, аэробике, а также секция группы здоровья.

## Спортсмены
На базе «Чкаловца» были подготовлены 32 кандидата в мастера спорта, два мастара международного класса, один заслуженный мастер спорта и один олимпийский чемпион.